# Campo di prigionia di Hohnstein
Il campo di prigionia di Hohnstein (KZ Hohnstein) fu un cosiddetto "campo di concentramento precoce", realizzato a Hohnstein dal marzo 1933 all'agosto 1934. Dal 1939 al 1940 è stato utilizzato come prigione per gli ufficiali Oflag IV-A.

## Storia
L'8 marzo 1933, gli uomini delle SA occuparono il castello di Hohnstein e lo trasformarono in un campo di concentramento. A partire già dal 14 marzo arrivarono i primi prigionieri nel campo: furono per lo più oppositori antinazisti, e cioè comunisti, socialdemocratici, sindacalisti, uniti ad altri provenienti dalla regione di Dresda considerati ostili per il nazionalsocialismo, come ad esempio i 17 testimoni di Geova. Ci furono anche circa 400 giovani imprigionati nel castello.
Nell'agosto 1934, circa 5600 persone furono deportate a Hohnstein. I prigionieri furono utilizzati nei lavori forzati nella cava di Heeselicht (vicino a Stolpen). Diversi prigionieri morirono a causa delle torture subite da parte dei membri delle SA, motivo per cui alcuni si tolsero la vita; in totale ci furono circa 40 episodi di suicidio. In altri casi, i prigionieri nel campo di concentramento furono sfruttati nei lavori forzati per l'edilizia pubblica, come ad esempio la costruzione del vicino Deutschlandring, una delle prime piste da corsa in Germania.
Dopo l'epurazione delle SA nella notte dei lunghi coltelli, le SS assunsero il controllo del campo il 30 giugno 1934 sotto la direzione dell'SS-Hauptsturmführer Karl Otto Koch. Immediatamente portarono nel campo alcuni leader arrestati delle SA, tra cui il deposto Primo Ministro e il SA-Obergruppenführer Manfred von Killinger. Il campo fu chiuso il 25 agosto 1934. Molti dei prigionieri furono trasferiti nel campo di concentramento di Sachsenburg.
Il 1º ottobre 1939, il carcere fu riaperto come prigione per gli ufficiali Oflag IV-A: qui furono imprigionati ufficiali polacchi, francesi e olandesi fino alla fine del 1940. Tra i prigionieri più noti furono imprigionati Juliusz Rómmel, Tadeusz Kutrzeba e Henryk Sucharski.

## Processi
Nei primi anni dell'ascesa nazista, i singoli pubblici ministeri e giudici aderirono ancora ai loro doveri: il 15 maggio 1935, le guardie SA furono processate a Dresda e condannate per "lesioni corporali collettive".
Dopo la fine della guerra, ebbero luogo i cosiddetti processi di Hohnstein. Diverse persone condannate furono in seguito reclutate come dipendenti non ufficiali dal Ministero per la sicurezza dello Stato dell'ex RDT.

## Detenuti noti

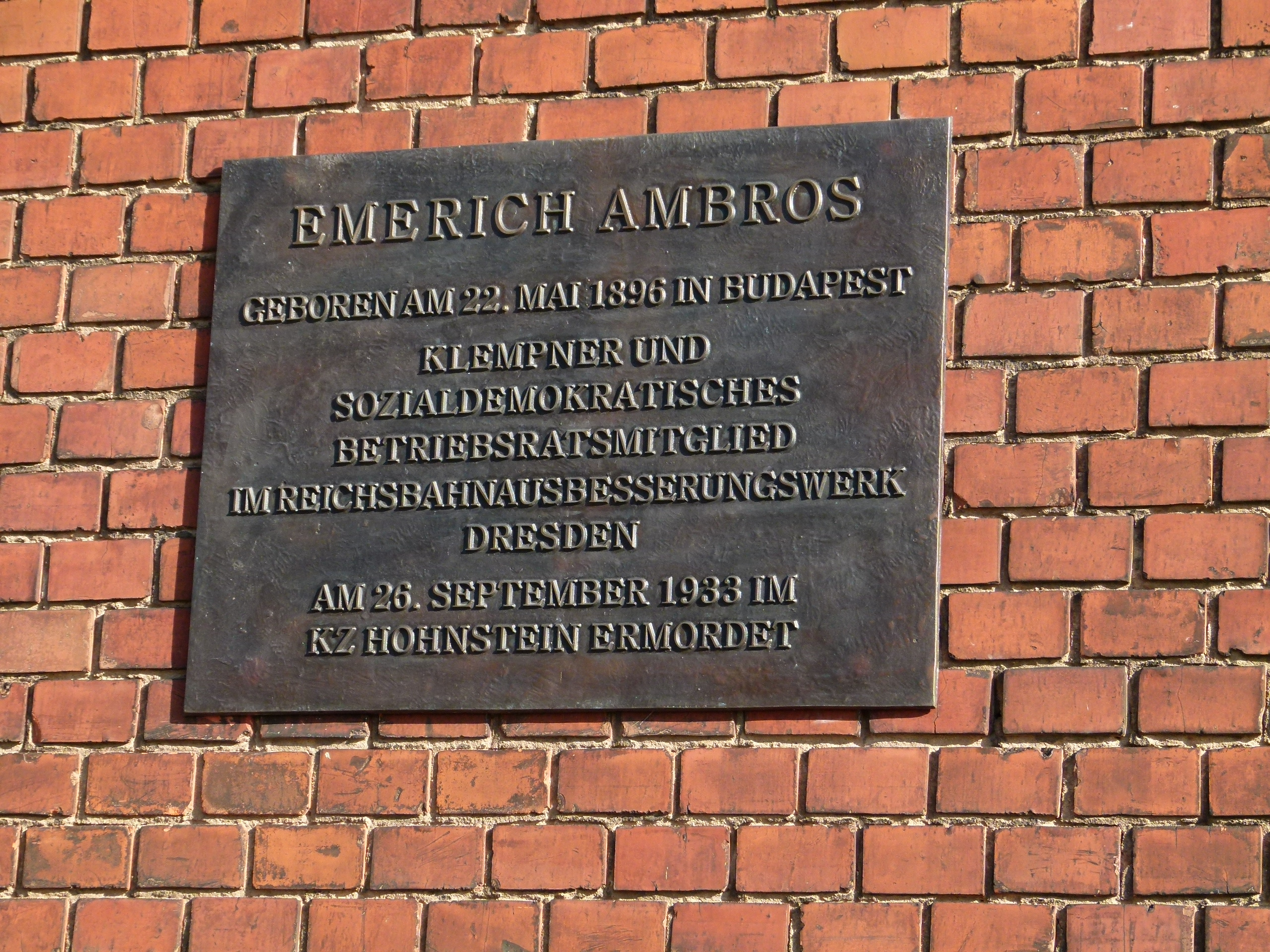
Targa commemorativa per Emerich Ambros a Dresda

- Emerich Ambros (1896-1933), oppositore assassinato nel 1933 nel campo di concentramento di Hohnstein
- Willy Anker (1885-1960), politico e combattente della resistenza, membro del SPD
- Wolfgang Bergold (1913-1987), combattente della resistenza, ambasciatore della RDT in Vietnam
- Peter Blachstein (1911-1977), politico del SPD, ambasciatore della Repubblica federale di Germania in Jugoslavia (1968-1969)
- Rudolf Brückner-Fuhlrott (1908–1984), pittore e scultore
- Wilhelm Dieckmann (1902-1934), alpinista
- Herbert Ebersbach (1902-1984), pittore
- Karl Friedemann (1906-2000), combattente della resistenza ed operaio, cittadino onorario di Dresda
- Eugen Fritsch (1884-1933), politico del SPD, combattente della resistenza, assassinato nel campo di concentramento di Hohnstein nel 1933[8]
- Helmut Gansauge (1909-1934), membro dei Roten Raketen e della United Climbing Division
- Linus Hamann (1903-1985), leader politico nel KPD
- Manfred von Killinger (1886-1944), ufficiale di marina, membro delle SA e primo ministro della Sassonia
- Kurt Krjeńc (1907-1978), comunista sorabo e presidente di lunga data di Domowina
- Arno Lade (1892-1944), operaio, membro del KPD
- Hermann Liebmann (1882-1935), politico del SPD
- Reinhold Lochmann (1914-2008), combattente della resistenza, membro della KJVD
- Richard Mildenstrey (1884-1956), politico del KPD, membro del parlamento statale sassone
- Paul Rumpelt (1909-1961), membro del KPD, capo dipartimento della Stasi
- Principe Ernesto Enrico di Sassonia (1896–1971), figlio minore dell'ultimo re di Sassonia, Federico Augusto III
- Richard Schäfer (1884-1945), politico locale
- Eva Schulze-Knabe (1907-1976), pittrice e artista grafica, membro KPD
- Fritz Schulze (1903-1942), pittore e combattente della resistenza, membro del KPD
- Georg Schwarz (1896-1945), segretario politico del KPD e combattente della resistenza
- Rudolf Stempel (1879-1936), pastore, morì in seguito alle torture subite nel 1934 nel campo di concentramento di Hohnstein
- Mario Rigoni Stern (1921-2008), scrittore italiano, reduce della seconda guerra mondiale
- Armin Walther (1896-1969), combattente della resistenza, membro del SPD
- Arthur Weineck (1900-1944), operaio di Dresda e combattente della resistenza
- Arno Wend (1906-1980), politico del SPD

## Luoghi della memoria

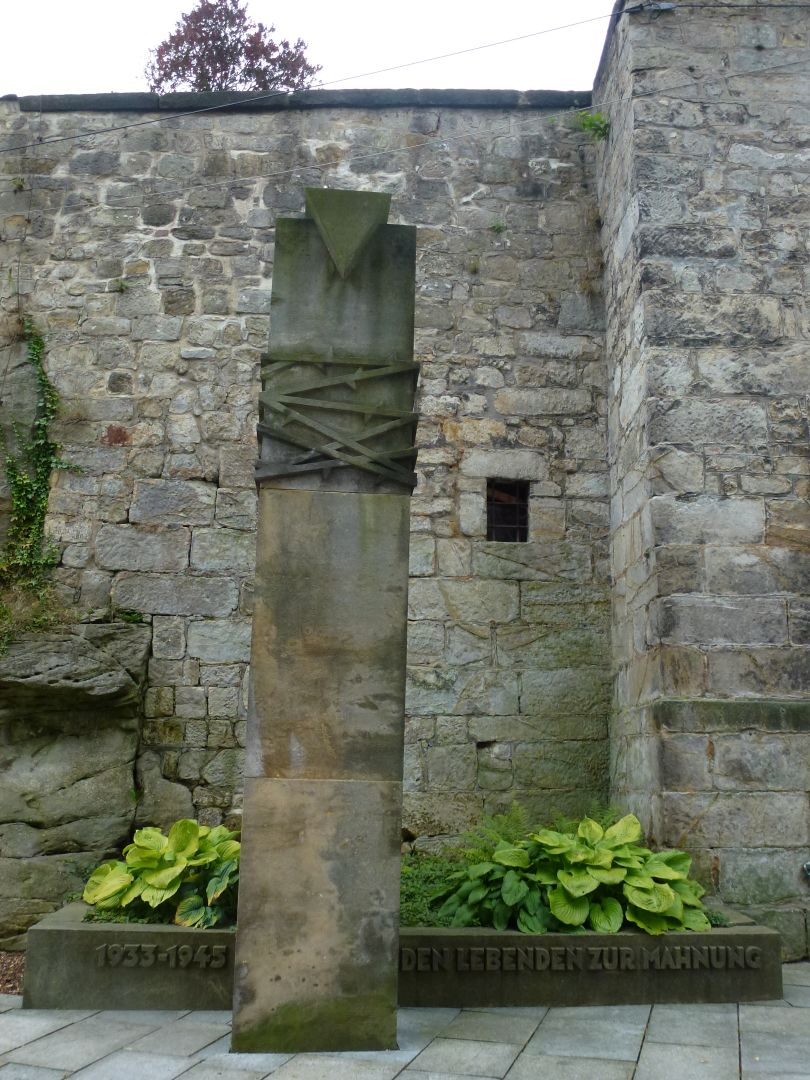
Stele commemorativa di Wilhelm Landgraf (1961)

- Il 1º novembre 1952 fu aperto un memoriale nel castello di Hohnstein. Nel 1995 questa mostra permanente è stata chiusa.
- Il 2 luglio 1961, alla presenza di alcuni ex prigionieri, fu inaugurata la stele commemorativa di Wilhelm Landgraf.
- A Dresda, è stata intitolata a Emerich Ambros una strada con una targa commemorativa al numero civico 50. Una stele commemorativa all'angolo tra Pillnitzer Strasse e Rechtsstrasse commemora il centro di detenzione di Mathildenstrasse, da cui i prigionieri furono portati al campo di concentramento di Hohnstein.
- A Pirna, una targa commemorativa del 1984 nella vecchia prigione della città di Pirna, la Fronfeste in Schmiedestrasse 8, ricorda la persecuzione degli oppositori politici.
- A Struppen (Hauptstrasse 32), una targa ricorda l'avversario comunista di Hitler, Martin Hering, assassinato nel 1933.
- A Weinböhla (Dresdner Straße), una targa ricorda Hellmut Türk, assassinato nel 1933.
- Rudolf-Stempel-Strasse a Gröba e il liceo “Rudolf Stempel” prendono il nome da Rudolf Stempel.